# Grand séminaire Saint-Jean
Le Grand séminaire Saint-Jean est un séminaire interdiocésain situé à Nantes (quartier Breil - Barberie) couvrant les cinq diocèses des Pays de la Loire (Angers, Nantes, Laval, Le Mans et Luçon), mais aussi ceux des îles de l’Océan Indien : les diocèses de Saint-Denis de La Réunion, Port-Louis (Île Maurice) et Port-Victoria (Seychelles), mais aussi les vicariats apostoliques de l'archipel des Comores et de Rodrigues.
Ce séminaire accueille chaque année des jeunes hommes désirant se former à la prêtrise. La durée de leur formation est de sept ans, en comptant la dernière année de diaconat. La majeure partie des prêtres de l'Église catholique des Pays de la Loire ont pu s'instruire dans cette maison de formation.
L'abbé Guillaume Le Floc'h est recteur du grand séminaire depuis le 1er septembre 2024.

## Histoire

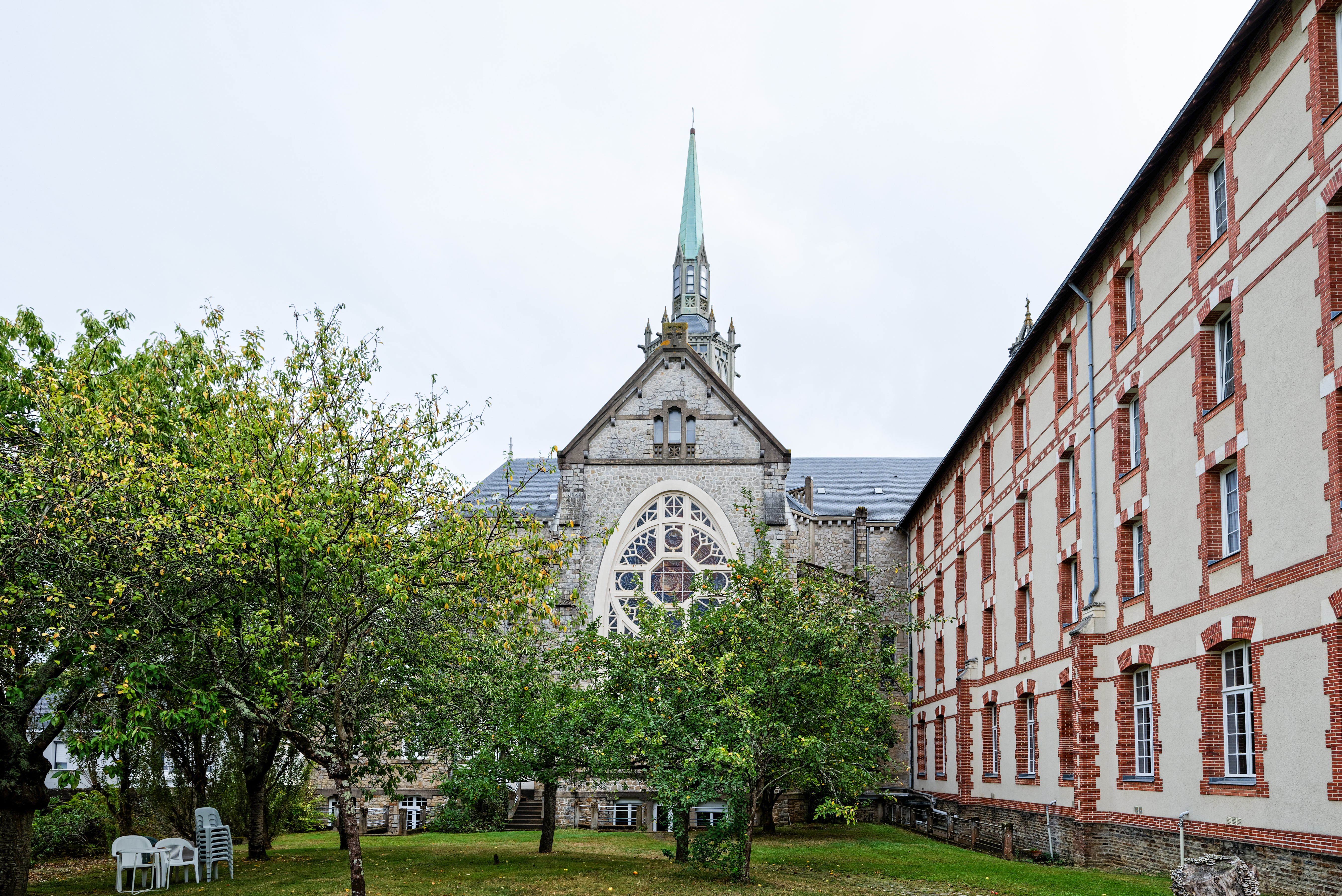
Séminaire Saint-Jean

En 1642, Gabriel de Beauvau acquiert un logis près de l'église Saint-Clément, la maison de Malvoisine, dont il veut faire un séminaire. Cinq ans plus tard, il fait appel à la Compagnie des prêtres de Saint-Sulpice pour le diriger.
En 1790, au moment de la Révolution, la plupart de prêtres du diocèse de Nantes refusent de prêter serment à la Constitution civile du Clergé. Les bâtiments deviennent alors un an plus tard des biens nationaux et les sulpiciens en sont expulsés. Devenu successivement caserne, prison, hôpital, ses bâtiments seront adjoints sous le Premier Empire au Couvent de la Visitation tout proche pour être transformés en « Lycée impérial », devenu l'actuel lycée Georges-Clemenceau.
Le Concordat de 1801 rétablit la liberté de culte et un Grand Séminaire est ouvert rue Dufour en 1807. En 1850, il compte environ 200 étudiants. Un Petit séminaire est également créé à l'emplacement de l'ancien monastère des Couëts à Bouguenais.
En 1905, la loi de séparation des églises et de l'État contraint les séminaristes à quitter de nouveau les bâtiments qu'ils occupaient  depuis près d'un siècle. L'ancien Grand Séminaire devient le lycée Eugène-Livet. Pierre-Émile Rouard décide alors de regrouper les deux institutions (Petit et Grand séminaires) sur un même site situé rue de Gigant.
En 1911, Pierre-Émile Rouard achète une propriété dite « de la Saulzinière », sur le boulevard Lelasseur, à l’aide d’une souscription. Au début de la Première Guerre mondiale, les bâtiments ne sont pas achevés et abritent même des soldats américains à la fin du conflit. Les premiers séminaristes arrivent dans les années qui suivent la fin de la Grande guerre. La chapelle actuelle est consacrée le 17 mars 1937.
La « crise des vocations » qui débute dès les années 1960 oblige l'église à fermer les petits séminaires les uns après les autres. En 1972, on effectue un regroupement interdiocésain de l'ensemble des séminaires des Pays de la Loire pour les diocèses d'Angers, de Luçon, du Mans et de Nantes. Le premier cycle des études est dispensé à Angers, tandis que le second s'effectue à Nantes.
En 1983, après des travaux de rénovation, le séminaire de Nantes prend son nom actuel.
En 1996, le premier cycle des études est également dispensé à Nantes.
En 1998, le diocèse de Laval intègre le regroupement inter-diocésain.
En 2000, la chapelle est rénovée. La même année, la Conférence épiscopale de l'océan Indien met en place un séminaire de premier cycle regroupant l’Île Maurice, Rodrigues, La Réunion, les Seychelles et les Spiritains, qu'il installe provisoirement à la Réunion. Le séminaire Saint-Jean assurant les études du second cycle.
En 2022, inauguration des travaux de transformation intérieure du bâtiment : la vie communautaire est organisée en fraternités.

### Les recteurs successifs du séminaire
- 1807-1811 : Mathieu Dorin
- 1811-1813 : Pierre-Charles-Mathurin Bodinier
- 1814-1850 : Louis-Joseph-François-Xavier Morel
- 1850-1863 : Pierre-François Féret
- 1863-1870 : Louis Branchereau
- 1870-1877 : Joseph-Justin Malet
- 1877-1889 : Alphonse-Étienne Drouet
- 1889- : Joseph-Jules Mauviel

| Années    | Nom                      |
| --------- | ------------------------ |
| 1993-1999 | Mgr Jean-Louis Papin     |
| 1999-2004 | Abbé Jacques Rideau      |
| 2004-2010 | Mgr Benoît Bertrand      |
| 2010-2016 | Mgr Luc Meyer            |
| 2016-2024 | Abbé Denis Bourget       |
| 2024-...  | Abbé Guillaume Le Floc'h |

## Le séminaire aujourd'hui
Les séminaristes sont des hommes envoyés au séminaire, par leur évêque, après un discernement. Pour les aider dans leur choix, de nombreux séminaristes ont vécu une année de propédeutique avant d'entrer au séminaire. Les séminaristes viennent de formations et d'expériences différentes ; certains ont tout juste le bac, d'autres ont travaillé plus de dix ans avant de faire le choix du séminaire.
La formation s'appuie sur 4 piliers, cités dans l'ordre suivant l'exhortation apostolique postsynodale Pastores Dabo Vobis du Pape Saint Jean-Paul II (1992)

### La formation humaine
La formation humaine au séminaire passe surtout par la vie communautaire, apprendre à vivre ensemble avec les qualités et les défauts de chacun. Cette formation se vit alors au jour le jour autour des repas pris ensemble, mais aussi à travers les temps de prière (la Liturgie des heures, la Messe), et d'autres temps communautaires spécifiques en communauté, comme le sport. Mais la formation humaine s'ancre aussi par des formations plus spécifiques, comme des sessions sur la vie psychologique. Une des particularités de l'Église catholique est aussi l’accompagnement individuel de chaque séminariste par un prêtre, c’est un moment de discussion et de relecture de la vie, tant du côté humain que spirituel.

### La formation spirituelle
La formation spirituelle est basée sur la prière personnelle et communautaire de chaque membre de la communauté. C'est au travers des offices, de l'oraison, de l’Eucharistie, de la lecture et de la méditation de la Bible que se forge la vie spirituelle de chaque séminariste. De plus, le séminaire offre des sessions sur diverses spiritualités, et aussi des retraites, des récollections tout au long de l'année.

### La formation intellectuelle
La formation intellectuelle est divisée en deux cycles. Le premier cycle est un cycle de deux années pour commencer le séminaire. Les cours sont en grande majorité des cours de philosophie. Le programme couvre toute l'histoire de la philosophie, depuis l'Antiquité jusqu'à l'époque contemporaine. Enfin, le second cycle, qui dure trois années, est une formation plus théologique. La dernière année de séminaire, la sixième, est une année de formation pastorale avec la plupart du temps des insertions en paroisse. En plus de ces cours, l'étude de la Bible, l'exégèse et de la liturgie prennent une part importante dans la formation tout au long de ces six années. La formation proposée aux séminaristes rend possible l'obtention du Baccalauréat Canonique de Théologie.

### La formation pastorale
Durant le second cycle, à partir de la troisième année, le candidat au sacerdoce reçoit des ministères institués (lectorat et acolytat) avant que l'ordination diaconale ne lui soit proposée à la fin de la cinquième, ou durant la sixième année. Cette sixième année au séminaire se passe en grande majorité en paroisse, le séminariste ne vient qu'une semaine par mois suivre des cours au séminaire.

## Gouvernance
En 1972, un regroupement interdiocésain des Séminaires des Pays de la Loire pour les diocèses d’Angers, Luçon, Le Mans, Nantes. Le premier cycle est fixé à Angers. Le second à Nantes.
Aujourd'hui, les deux cycles sont à Nantes et le séminaire est placé sous la tutelle des 5 évêques soit Emmanuel Delmas Angers, François Jocolin Luçon, Jean-Pierre Vuillemin Le Mans, Laurent Percerou Nantes et Matthieu Dupont Laval.

## La chapelle

### Vitraux
Les vitraux de 45 m2 chacun de la chapelle du séminaire sont une création en 2000 d’Anne Bernot et du Maître verrier Florent Chaboissier.

## Le Séminaire dans les médias
Un reportage du journal de 20 H de la chaîne nationale TF1 a été consacré au séminaire et à la vocation en vue de la prêtrise.
Ce sujet a été diffusé dans le journal télévisé de 20 H du 22/12/2019 présenté par Anne-Claire Coudray sur TF1.

## Galerie de photographies

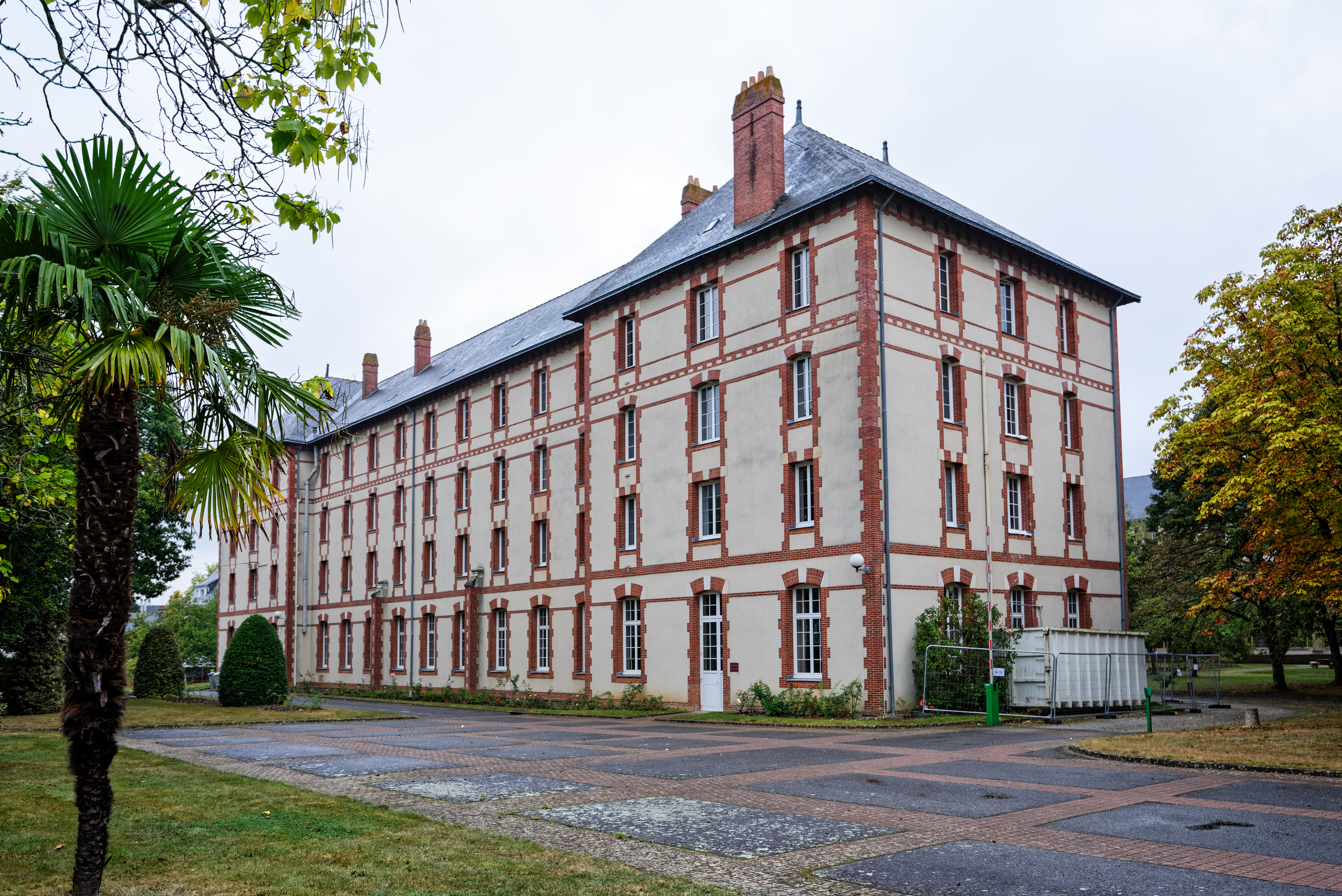
Aille du séminaire
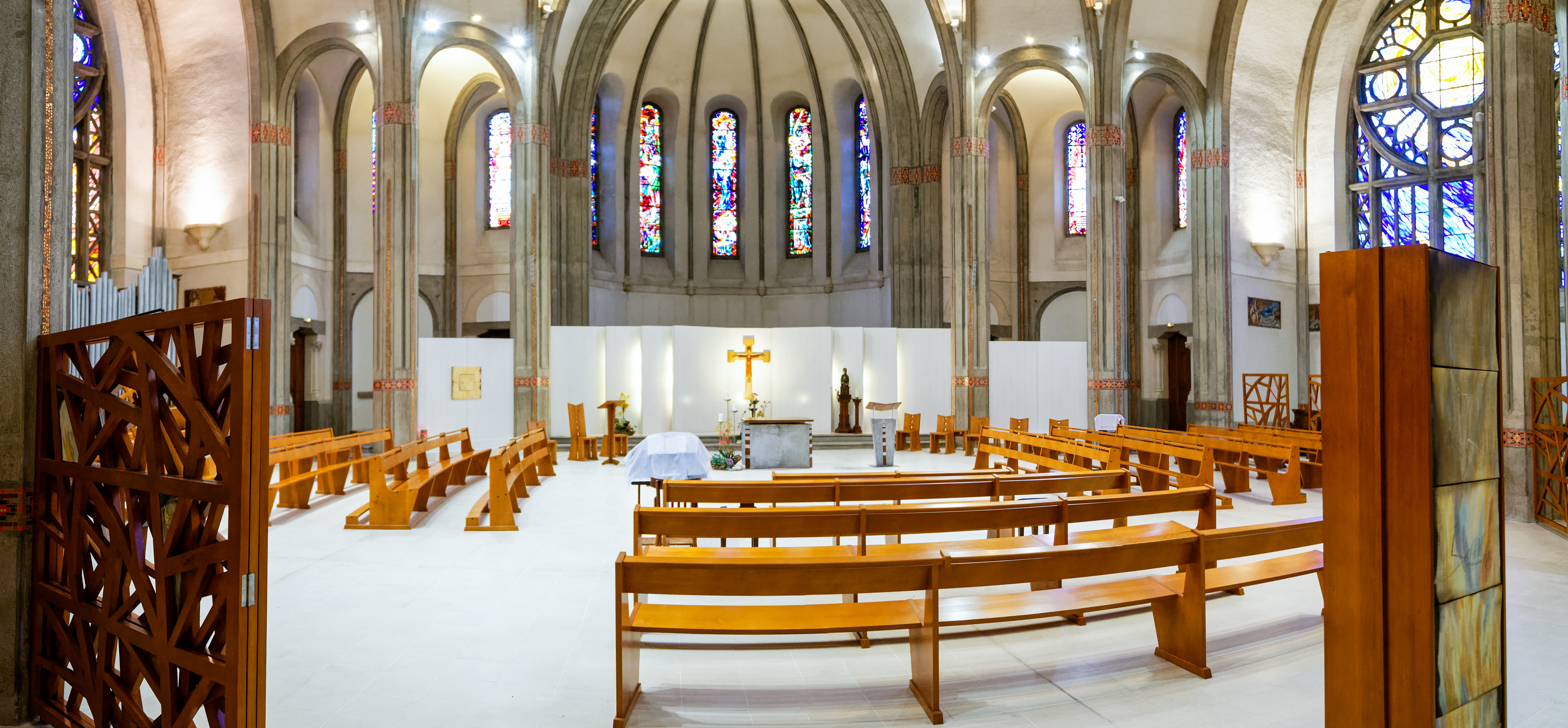
Chœur de la Chapelle
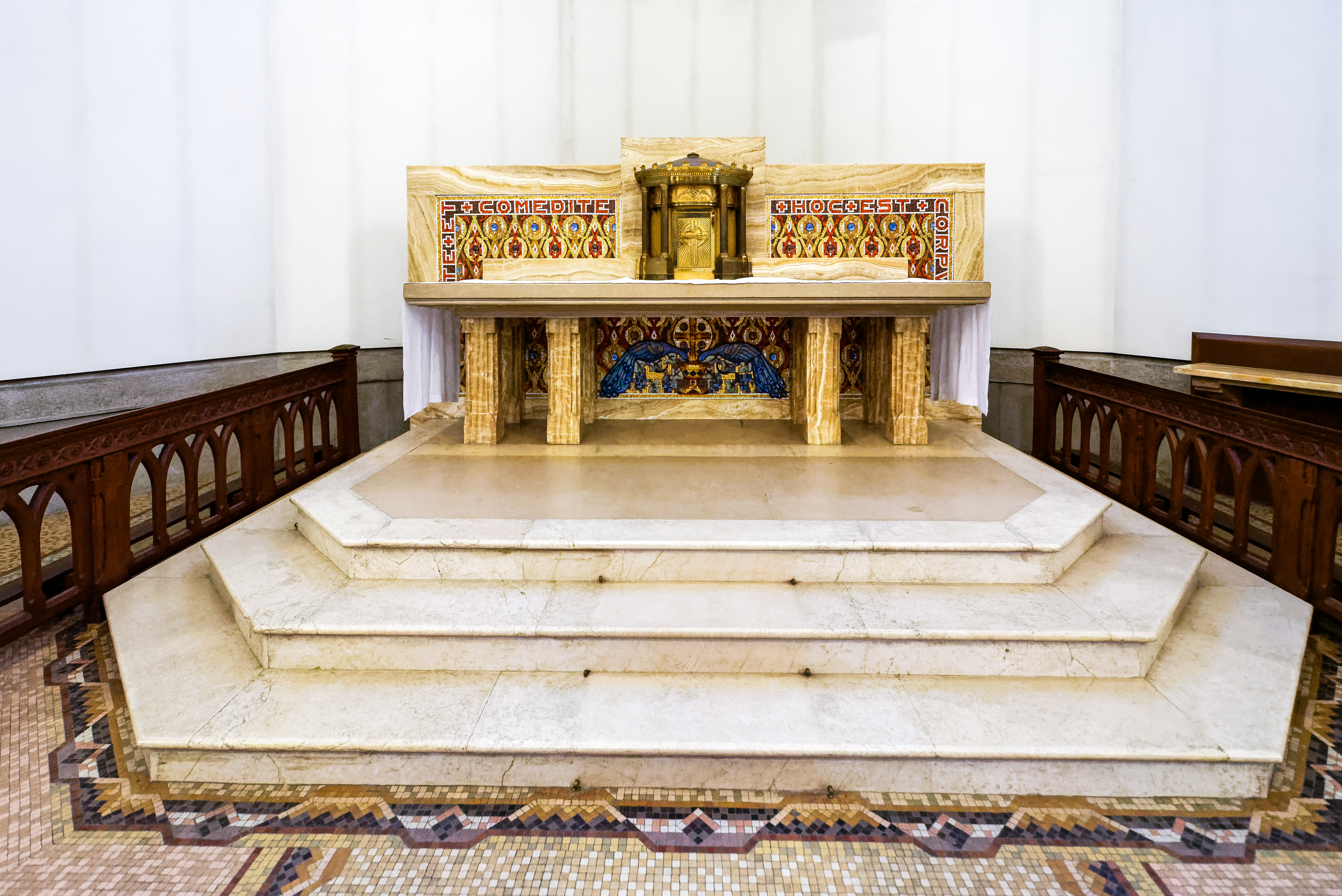
Autel
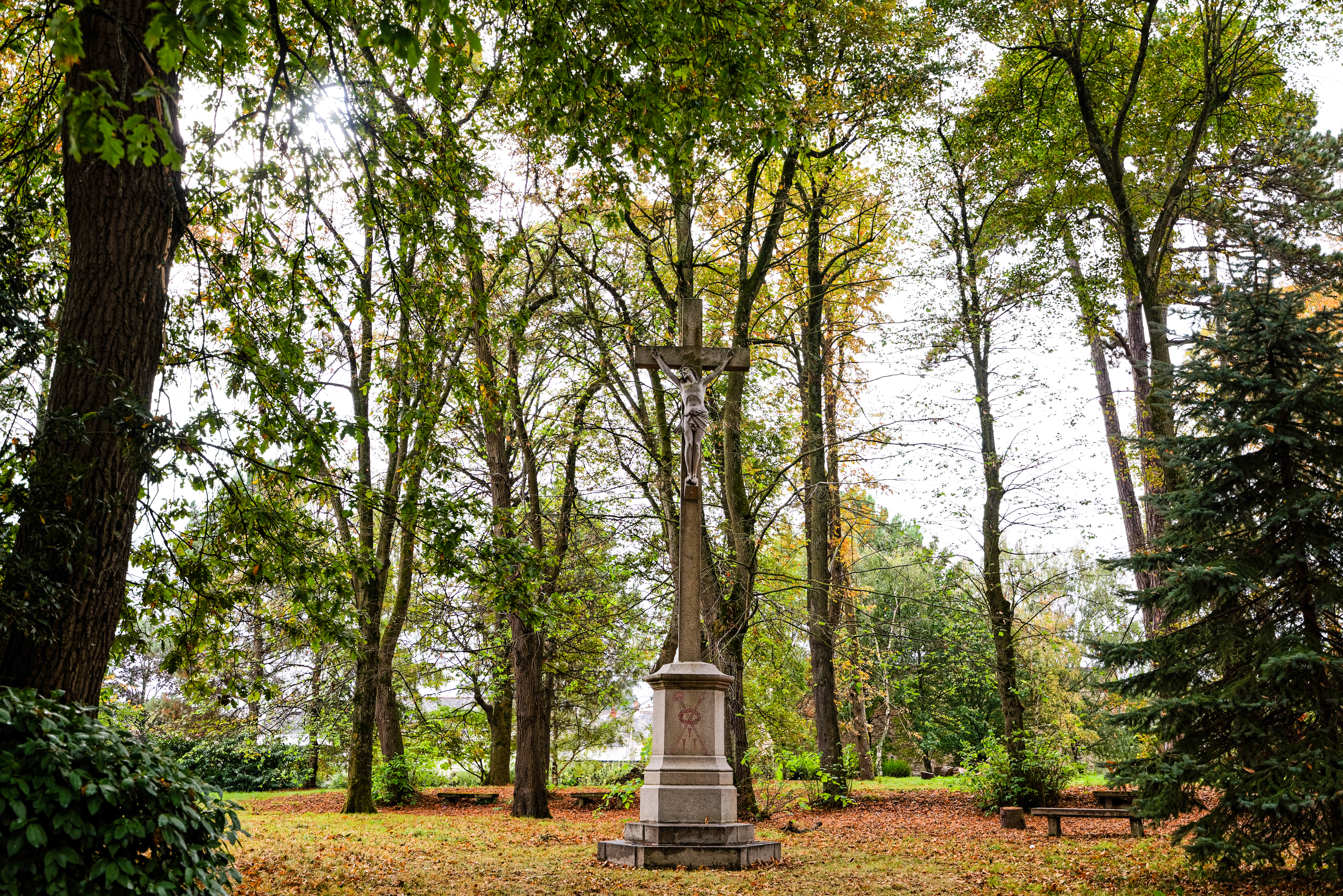
Crucifix dans le parc
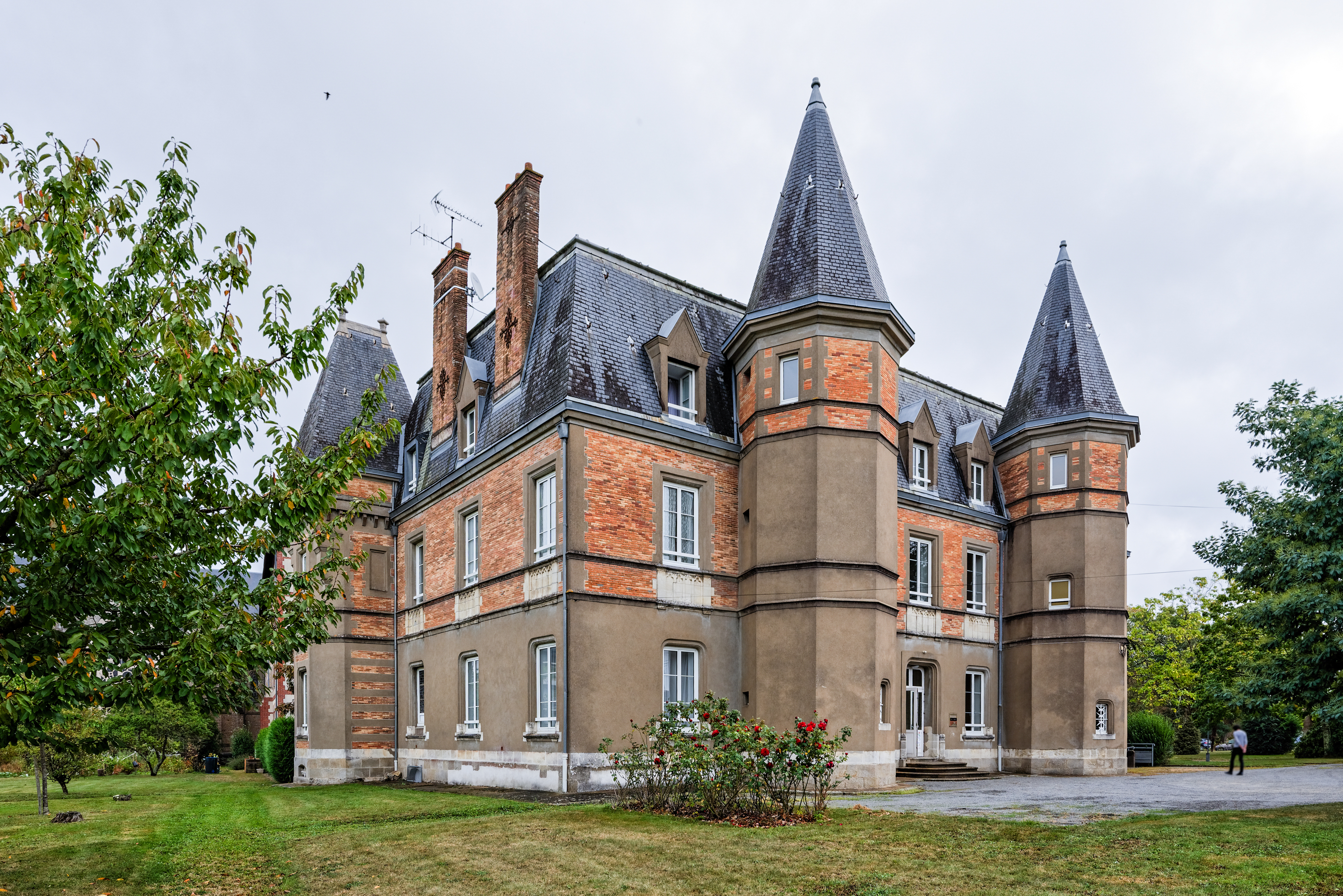
Centre de la Gourmette